# 田勢康弘的週刊新聞新書
《田勢康弘的週刊新聞新書》（日语：／ Tase Yasuhiro no Shūkan Nyūsu Shinsho ?），是東京電視台系列（東京電視網）自2008年4月5日起每週六早上播放的新聞、政論節目。
2008年由東京電視台原來的兩個節目《LOVE×GOLF》和《阿川佐和子的高爾夫友遊錄》合併而成，改為現名。由著名政治評論家、日本經濟新聞客席專欄作家田勢康弘擔任首席主持人並以其名字冠名節目。節目定位是「星期六早上，『大人』的新聞節目」。每集都邀請一位政界或商界人物、或政論家作為嘉賓，探討對時下熱點時政問題的看法。
播放時間有變動歷史，原先每集為55分鐘，後改為每集35分鐘。現時為每週六11:30至12:05播出。
節目的最大特色是有隻貓在演播室中隨意走動。

## 出演者

### 現在的出演者
節目職位
田勢康弘（政治評論家、前日本經濟新聞記者；現日本經濟新聞客席專欄作家）
節目助手
- 繁田美貴（2013年3月30日 - ）
- 中川聰（2011年4月2日 - ）

新聞環節擔當
相內優香（2011年10月8日 -  ）
旁白
槙大輔（2008年9月 -　）

### 過去的出演者
| 期間      | 期間      | 職位     | 助手       | 助手              | 新聞環節   | 旁白            |
| --------- | --------- | -------- | ---------- | ----------------- | ---------- | --------------- |
| 2008.4.5  | 2008.9    | 田勢康弘 | 森本智子   | 森本智子          | 前田真理子 | 酒井美紀 山岸功 |
| 2008.9    | 2008.9.27 | 田勢康弘 | 森本智子   | 森本智子          | 前田真理子 | 槙大輔          |
| 2008.10.4 | 2009.3.28 | 田勢康弘 | 大江麻理子 | 大江麻理子        | 繁田美貴   | 槙大輔          |
| 2009.4.4  | 2009.6.27 | 田勢康弘 | 大江麻理子 | 大江麻理子        | 松丸友紀   | 槙大輔          |
| 2009.7.4  | 2011.3.25 | 田勢康弘 | 大江麻理子 | 大江麻理子        | 繁田美貴   | 槙大輔          |
| 2011.4.2  | 2011.10.1 | 田勢康弘 | 大江麻理子 | 中川聰            | 繁田美貴   | 槙大輔          |
| 2011.10.8 | 2012.8    | 田勢康弘 | 大江麻理子 | 中川聰 森田京之介 | 相內優香   | 槙大輔          |
| 2012.9    | 2013.3.23 | 田勢康弘 | 大江麻理子 | 中川聰            | 相內優香   | 槙大輔          |
| 2013.3.30 | 現在      | 田勢康弘 | 繁田美貴   | 中川聰            | 相內優香   | 槙大輔          |

## 貓的出演
在直播節目中讓貓自由漫步，是愛貓家、主持人田勢康弘的提議，最初是打算讓田勢家自己的貓親自出演，但田勢的妻子強烈反對，於是改用電視台買來的寵物貓「Maago」（まーご）。
Maago是2006年3月15日出生的雄性美國短毛貓，其祖輩曾出演過夏普的廣告；Maago一歲時也出演了日清寵物食品的廣告。在節目中，Maago被視為「節目的偶像」，有時會在鏡頭前大搖大擺走來走去，有時會在嘉賓面前毫無顧忌地睡覺，也因此誕生了不少貴重的意外鏡頭。在大物政治家、企業家面前保持著自由散漫的性格，讓Maago在觀眾中機具人氣。
2014年10月10日21時，Maago因急性心臟衰竭突然去世，享年8歲零7個月。在第二天直播的節目中，宣布Maago的死訊，繁田美貴主播潸然淚下。